# ۲٬۳-دی‌فنیل‌پروپیلامین
۲،۳-دی‌فنیل‌پروپیلامین (به انگلیسی: 2,3-Diphenylpropylamine) یک ترکیب شیمیایی با شناسه پاب‌کم ۳۸۶۱۹ است. 